# Strada europea E571
La strada europea E571 è una strada europea che collega Bratislava a Košice. Come si evince dalla numerazione, si tratta di una strada di classe B posta nell'area delimitata a nord dalla E50, a sud dalla E60, ad ovest dalla E75 e ad est dalla E85.

## Percorso
La E571 è definita con i seguenti capisaldi di itinerario: "Bratislava - Zvolen - Košice".